# Huangjin shidai
Pour plus de détails, voir Fiche technique et Distribution.
Huangjin shidai (黄金时代), parfois connu sous son titre anglais The Golden Era, est un film chinois réalisé par Ann Hui, et sorti en 2014.
Le film est présenté en hors compétition en clôture du festival international du film de Venise en 2014.

## Synopsis
Xiao Hong et Xiao Jun font partie des plus importants écrivains de la littérature chinoise du XXe siècle.

## Fiche technique
- Titre original : 黄金时代, Huangjin shidai
- Réalisation : Ann Hui
- Scénario : Li Qiang (en)
- Production :
- Société de production :
- Photographie :
- Montage :
- Musique :
- Pays d'origine : Chine
- Genre : Drame, biographique
- Langue : mandarin
- Durée : 177 minutes
- Dates de sortie :
  -  Italie : 6 septembre 2014 (Mostra de Venise 2014)
  -  Chine : 1er octobre 2014

## Distribution
- Tang Wei : Xiao Hong
- Feng Shaofeng : Xiao Jun
- Zhiwen Wang : Lu Xun
- Yawen Zhu : Duanmu Hongliang
- Xuan Huang : Luo Binji
- Lei Hao : Ding Lin
- Quan Yuan : Mei Zhi
- Yuan Tian : Bai Lang
- Jiali Ding : Xu Guangping
- Qianyuan Wang : Nie Gannu
- Yi Sha : Shu Qun
- Feng Zu : Luo Feng
- Yi Zhang : Jiang Xijin
- Lei Feng : Hu Feng
- Wenkang Yuan : Wang Enjia
- Yuemo Chen : Jin Jianxiao
- Yi Zi : Zhang Meilin
- Jingchun Wang : Landlord Laohuang

## Distinctions

### Sélections
- Festival international du film de Toronto 2014 : sélection « Masters »
- Festival international du film de Venise 2014 : hors compétition (film de clôture)